# Études de médecine en Suisse
En Suisse, les études de médecine sont régies par une loi fédérale qui laisse la possibilité aux facultés de médecine de s'organiser. 
Les six facultés suisses sont celles des universités de Bâle, Zurich, Berne, Fribourg, Genève et Lausanne. Les études durent six ans mais leur contenu diffère donc selon les facultés.

## Admission
Les conditions d'admission de base sont les mêmes que pour les autres études universitaires : un certificat de maturité est nécessaire. Certaines universités, soit Bâle, Berne, Fribourg et Zurich exigent de plus un examen d'entrée sous la forme d'un test d'aptitude. (principe du numerus clausus),. Les autres procèdent à la sélection à l'issue de la première année. 

## Universités et hôpitaux universitaires
Les études de médecine sont assurées par six universités suisses (ou sept, si l'on compte celle de Neuchâtel qui enseigne uniquement la première des six années des études de médecine) :
- Faculté de médecine de l'Université de Bâle (voir aussi Hôpital universitaire de Bâle)
- Faculté de médecine de l'Université de Berne (voir aussi Hôpital de l'Île)
- Département de médecine de l'Université de Fribourg (sans hôpital universitaire)
- Faculté de médecine de l'Université de Genève (voir aussi Hôpitaux universitaires de Genève)
- Faculté de biologie et de médecine de l'Université de Lausanne (voir aussi Centre hospitalier universitaire vaudois)
- Faculté de médecine de l'Université de Zurich (voir aussi Hôpital universitaire de Zurich)

## Cursus
La formation prégraduée universitaire dure six ans, et s'effectue en bachelor puis en master.

### Bases légales
- Loi fédérale sur les professions médicales universitaires (LPMéd) du 23 juin 2006 (état le 1er janvier 2023), RS 811.11.
- Ordonnance sur les professions médicales (OPMéd) du 27 juin 2007 (état le 1er janvier 2022), RS 811.112.0.